# Pjöngjang-Wŏnsan-Schnellstraße

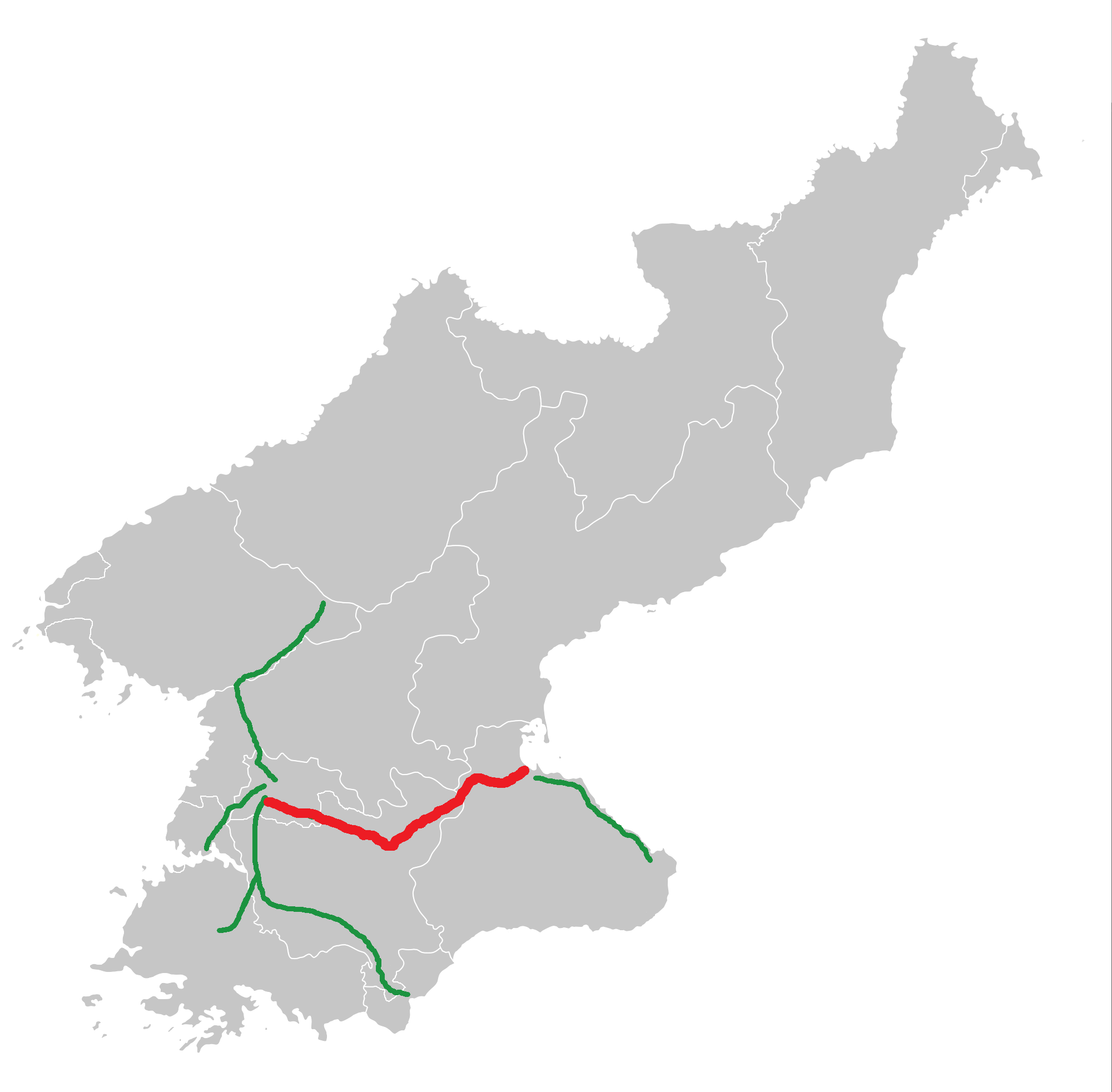
Verlauf der Pjöngjang-Wŏnsan-Schnellstraße (rot)

Die Pjöngjang-Wŏnsan-Schnellstraße (kor. 평양원산관광도로, Pyeongyang-Wonsan-Gwangwangdolo) ist eine Fernstraße in Nordkorea, die Pjöngjang mit Wŏnsan verbindet. Eine weitere Bezeichnung ist Pjöngjang-Wŏnsan-Touristenstraße.

## Bau
Die Straße wurde in den 1970er Jahren errichtet und am 2. September 1978 fertiggestellt. Sie ist 190 Kilometer lang.

## Verlauf
Die Fernstraße beginnt an einem Autobahndreieck der „Autobahn der Wiedervereinigung“ in Pjöngjang (Stadtbezirk Rakrang-guyŏk) und führt über Sangwon, Koksan und Sinpyong (Provinz Hwanghae-pukto) nach Wŏnsan (Kangwŏn-do) direkt zum Japanischen Meer.

## Maut
Seit dem 20. Januar 2018 wird hier erstmals im Land auf die Straßennutzung eine Maut erhoben. Die Preise betrugen bei Einführung zwei Euro-Cent pro Kilometer.

## Galerie

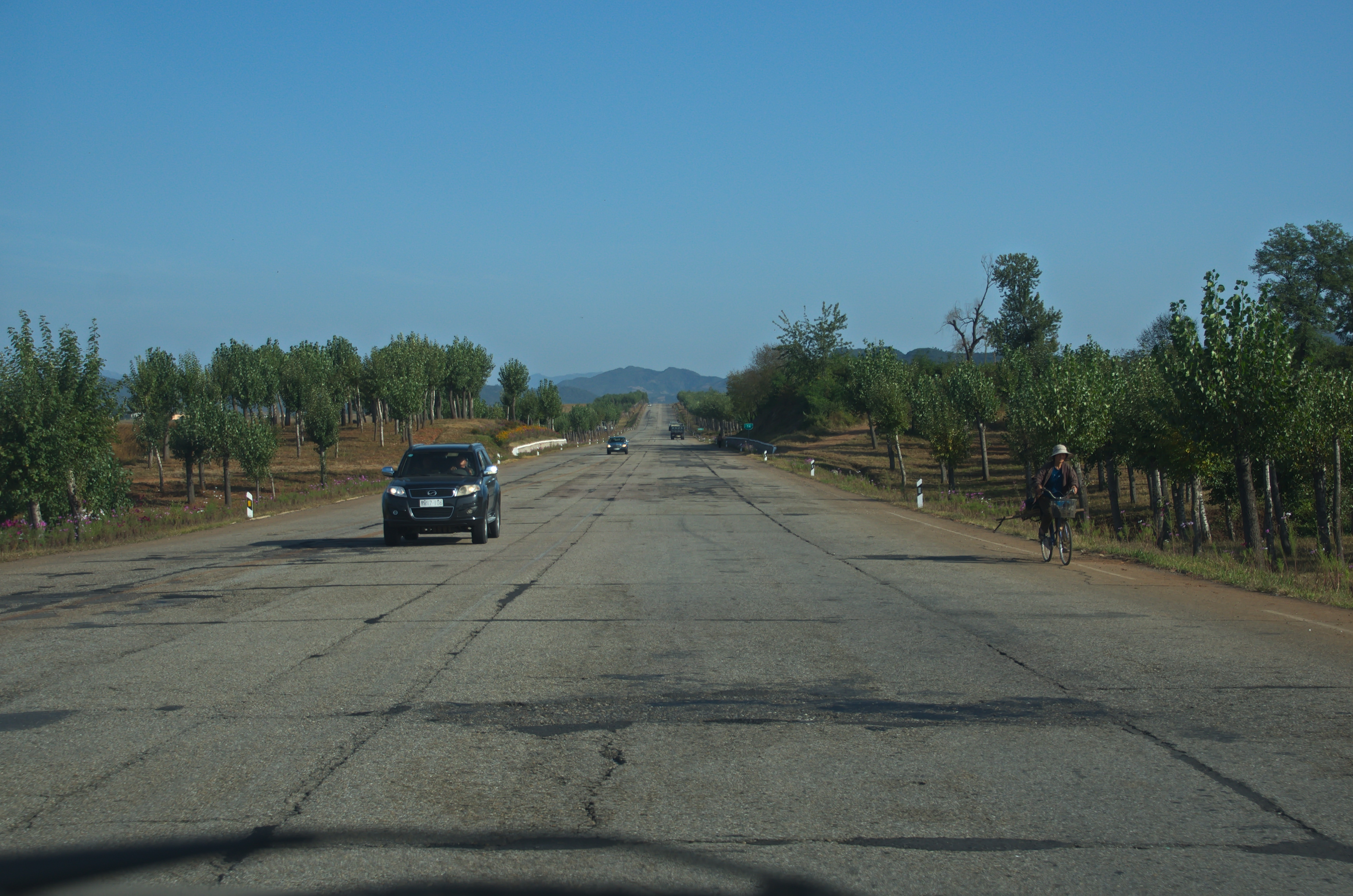
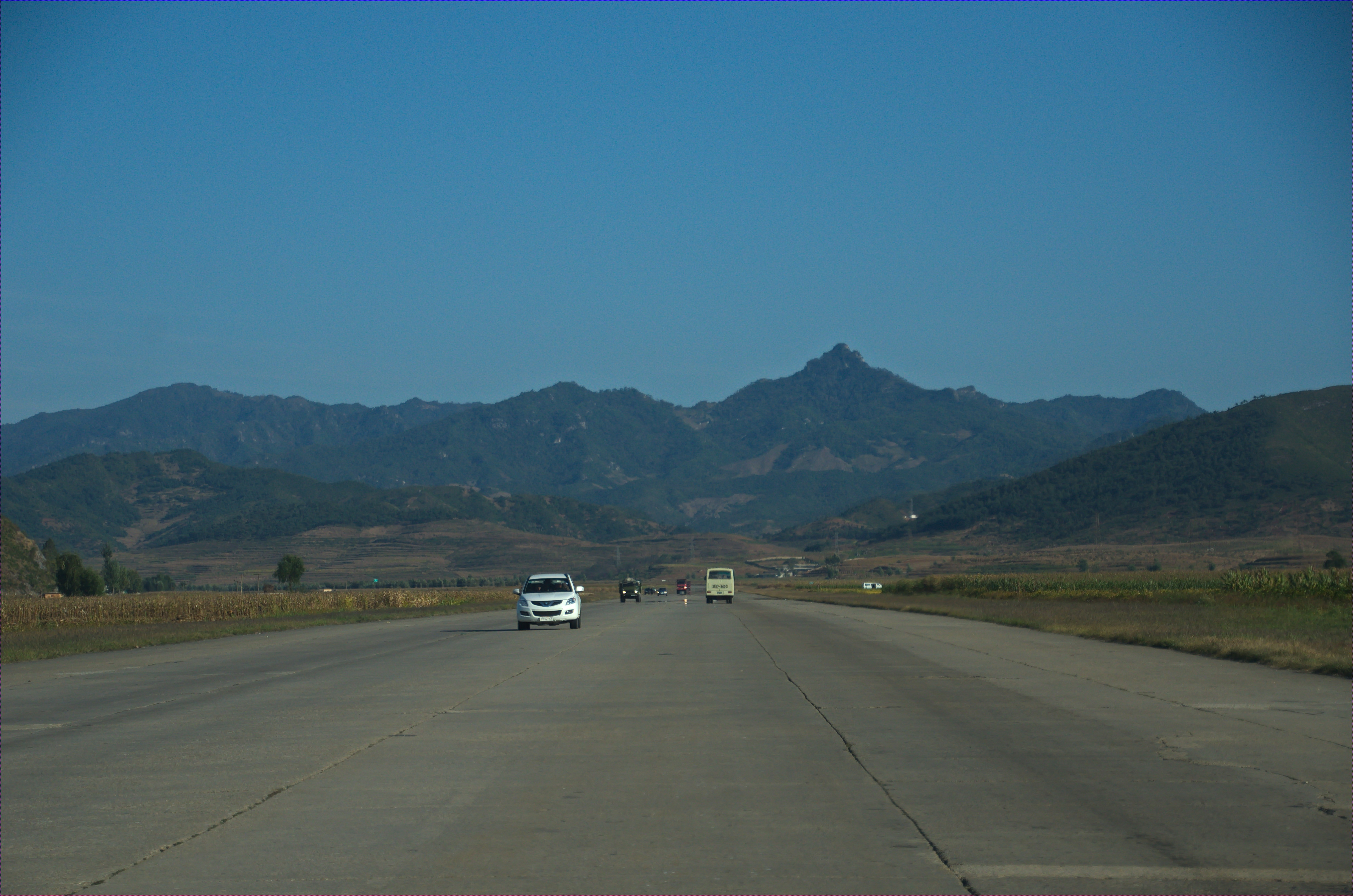
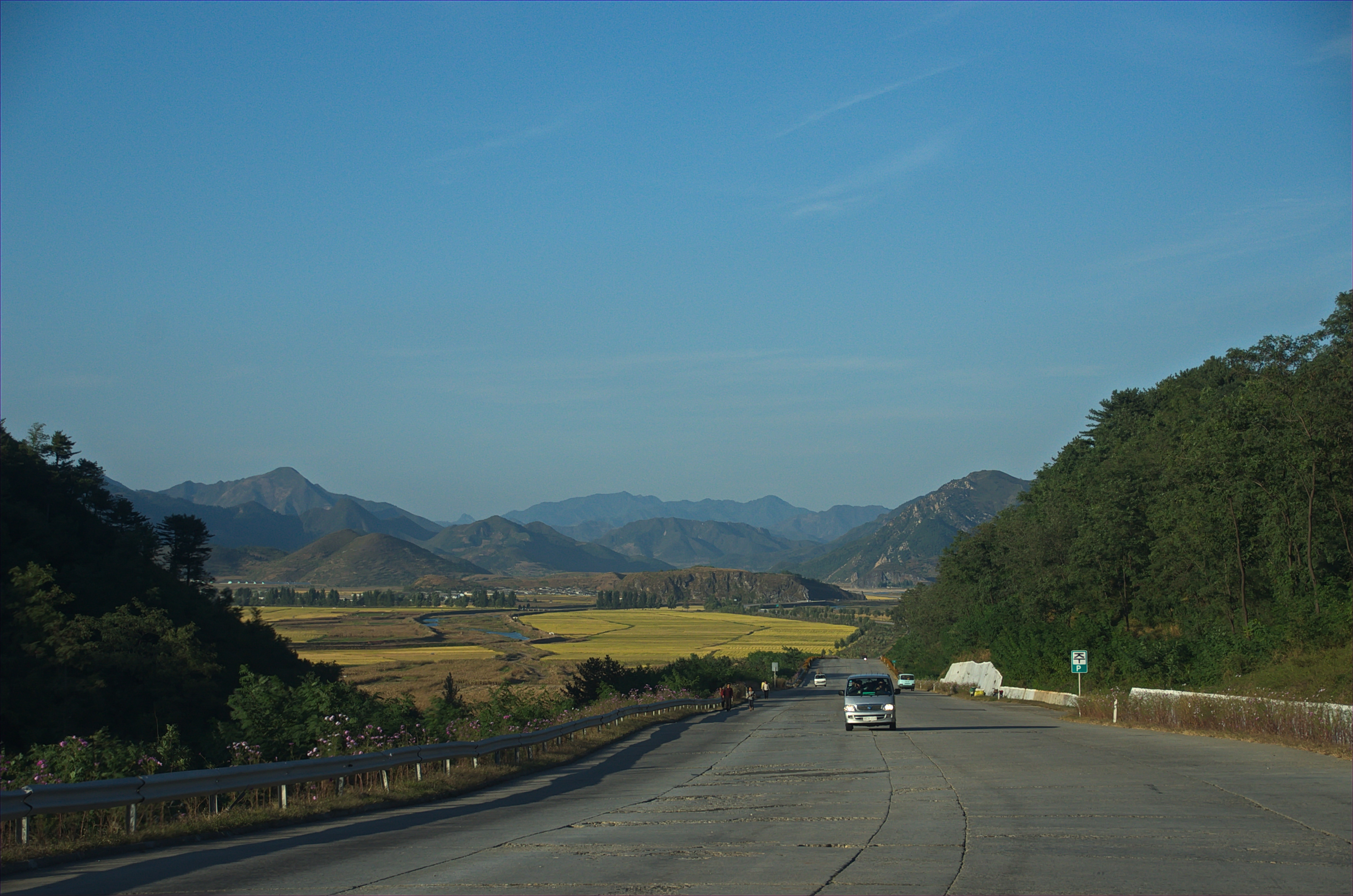